# Dorothee Einsele
Dorothee Einsele (* 11. April 1956 in Kirchheim unter Teck) ist eine deutsche Rechtswissenschaftlerin.

## Leben
Nach Studium und Promotion (1982) in Tübingen und dem Referendariat in Stuttgart war sie Referentin im Bundesministerium für Arbeit und Sozialordnung in Bonn und dann Rechtsanwältin in Stuttgart. Ab 1987 arbeitete sie an der Universität Konstanz (Zentrum für Internationale Wirtschaft). Während ihrer Habilitationszeit forschte sie 1989/1990 in Tokio, New York City und Cambridge. Nach der Habilitation 1992 mit der Arbeit „Wertpapierrecht als Schuldrecht – Funktionsverlust von Effektenurkunden im internationalen Rechtsverkehr“ und Lehrstuhlvertretungen in Konstanz, Leipzig und Heidelberg wurde sie 1994 zur Professorin an der Universität Heidelberg ernannt. Im Oktober 1994 übernahm sie den Lehrstuhl für Bürgerliches Recht, Handelsrecht, Europäisches und Internationales Privat- und Wirtschaftsrecht, Rechtsvergleichung in Kiel. Zum Wintersemester 2022/23 wurde sie emeritiert.
Ihre Forschungsschwerpunkte sind deutsches und internationales Bank- und Kapitalmarktrecht.

## Schriften (Auswahl)
- Factoring, Waren- und Geldkredit. Tübingen 1982, OCLC 10098103.
- Wertpapierrecht als Schuldrecht. Funktionsverlust von Effektenurkunden im internationalen Rechtsverkehr. Tübingen 1995, ISBN 3-16-146274-2.
- mit Jost Delbrück (Hrsg.): Wandel des Staates im Kontext europäischer und internationaler Integration. Tagung der Rechtswissenschaftlichen Fakultät der Christian-Albrechts-Universität und des Vereins Kieler Doctores Iuris e.V. Baden-Baden 2006, ISBN 3-8329-1670-9.
- Bank- und Kapitalmarktrecht. Nationale und Internationale Bankgeschäfte, Tübingen, 5. Auflage 2022, ISBN 978-3-16-155640-1.